# اللهجات العمانية
اللهجات العمانية؛ تنتشر بامتاد أرض سلطنة عمان من مسندم (محافظة) إلى ظفار (محافظة) جنوبا.
يتحدثها حوالي 3 ملايين شخص.

## تنوع اللهجات
لا يخفى تنوع اللهجات واختلافها من محافظة إلى أخرى -وأحيانا من ولاية إلى أخرى- على من يعيش ويقابل الناس في سلطنة عمان، فاللهجة في المنطقة الشرقية تختلف عن الباطنة وتختلف عن الداخلية،وظفار، بل إنه بإمكانك معرفة الولاية التي ينتمي إليها المتحدث من سماعه يتحدث بلهجته.
كما يلحظ تشابه للهجات المحافظات الواقعة على حدود سلطنة عمان مع لهجات البلدان المجاورة لها، فلهجات شمال الباطنة والبريمي مماثلة للهجات شرقي الجزيرة العربية (لهجات الخليج الساحلية، واللهجة في محافظة ظفار (محافظة) تتشابه في بعض الجوانب مع لهجات اليمن، ويأتي هذا التشابه بحكم القرب الجغرافي، بجانب اشتراكها في الأصل العربي، ورغم هذا التشابه إلا أن تلك اللهجات العمانية لها ما يميزها كذلك عن لهجات الخليج الأخرى، ولهجات اليمن.
وللغات الأخرى التي يُتحدث بها في سلطن عمان كذلك، تأثير على اللهجات العمانية، مثل بعض المفردات من اللغة السواحلية، واللغة البلوشية، وأحيانا التأثير يظهر حتى على لكنة المتحدث عند بعض الناس.

## لهجة سكان مسقط
ولعل لهجة أهل مسقط هي اللهجة المفهومة عند الكل، لأن أغلب البرامج الإعلامية تعرض بهذه اللهجة، كما أنها - أي اللهجة في مسقط -تأثرت بمزيج من اللهجات العمانية الأخرى في باقي المحافظات، كون مسقط هي العاصمة وملتقى للعمانيين من مختلف الولايات سواء للعمل، أو الدراسة أو غيرها من الأسباب.

## علاقة اللهجات العمانية بالفصحى
اللهجات العامية بشكل عام، ما هي إلا تطور عن اللغة العربية الفصيحة، فكثيرا ما نجد للظواهر الصوتية في اللهجات العامية أصولا عربية فصيحة، مثال ذلك، قلب ضمير المخاطبة إلى شين، مثال: قلت لش، أي قلت لك، حيث تذكر المصادر أن هذه الظاهرة كانت موجودة عند بعض القبائل العربية.
ومن الظواهر الصوتية الشائعة أيضا تسهيل الهمزة، والتسهيل قد يكون بحذف الهمزة أو بقلبها إلى صوت آخر، مثلا كلمة: رأيت، تنطق في اللهجة العمانية، ريت، حيث تقلب الهمزة إلى صوت ممال بين الألف والياء.
من الظواهر الصوتية أيضا، ما يسمى بالجيم القاهرية، وتشيع هذه الظاهر في ولايات المنطقة الداخلية من عمان، كولاية نزوى وبهلا وولاية إزكي وغيرها.
وهناك أيضا قلب الجيم ياء، ويلاحظ هذه الصفة عند بعض أهالي محافظة الباطنة ومسندم والبريمي مثال: جبل وتنطق يبل.
ومن الظواهر الصوتية أيضا قلب القاف إلى الجيم القاهرية، وهذه الظاهرة أيضا تشيع في كلام البدو عادة مثال: قبل وتنطق جَبِلّ.
ومن الظواهر الصوتية قلب القاف إلى كاف، وتوجد هذه الظاهر في ولاية بهلا مثال: القلب وتنطق الكَلب.
لا تختلف اللهجة العمانية عن أخواتها لهجات شبه الجزيرة العربية. فكل تركيبة أو أسلوب فيها له نظير في اللهجات العربية الأخرى، وهناك مجموعة من اللهجات ربما تكون المجموعة العمانية إذ يفهم العمانيون بعضهم البعض رغم اختلاف لهجاتهم. وتقترب بعضها إلى الفصحى وهي لهجات غنية بالقاموس اللغوي. وهناك من ألف فيها أمثال الشيخ سعيد الحارثي ومحمود بن حميد.

## دراسات في اللهجات العمانية
توجد بعض الدراسات التي تناولت مجال اللهجات العمانية، على سبيل المثال، رسالة ماجستير في لهجة ولاية الحمراء، كما توجد دراسة حول لهجة ولاية صحار، وتوجد دراسة حول لهجة قريات، وتحتلف الدراسات المذكورة من حيث الجوانب التي تناولتها بالتحديد من اللهجة.وهذه الدراسات يمكن التوصل إليها من خلال مكتبة جامعة السلطان قابوس.
كما توجد دراسة دكتوراة شاملة عن اللهجات العمانية، قام بها الدكتور عامر الكثيري.

## لغات وليست لهجات
تتميز سلطنة عمان كذلك بوجود لغات أخرى غير عن العربية، يتحدث بها عدد من العمانيين، مثل اللغة السواحلية نتيجة الصلات التاريخية بين سلطنة عمان وشرق أفريقيا، واللغة الشحرية في محافظة ظفار، واللغة البلوشية نتيجة الصلات التاريخية مع جنوب غرب آسيا، والكمزارية في مسندم (محافظة)، وغيرها مما لا يصح تسميتها باللهجات وإنما هي لغات.